# Грицаевка (Фёдоровский район)
Грицаевка (баш. Грицаевка) — хутор в Федоровском районе Республики Башкортостан Российской Федерации. Входит в состав Дедовского сельсовета. 

## География

### Географическое положение
Расстояние до:
- районного центра (Фёдоровка): 17 км,
- центра сельсовета (Дедово): 1 км,
- ближайшей ж/д станции (Мелеуз): 83 км.

Находится на правом берегу реки Ашкадар.

## Население
| 2002 | 2009 | 2010 |
| ---- | ---- | ---- |
| 29   | →29  | →29  |

Национальный состав
Согласно переписи 2002 года, преобладающая национальность — русские (93 %).